# 洪奇昌
. 超訊國際傳媒集團. 2017-12-11  [2025-07-04]. （原始内容存档于2025-07-08） （中文（香港））.
洪奇昌（1951年8月23日—），臺灣精神科醫師，民主進步黨政治人物，彰化縣人，民主進步黨創黨十八人工作小組成員，為民進黨創黨十八元老之一。洪奇昌為黨外運動醫師從政代表，也是民進黨醫師從政第一人，曾任第一（增額）至第六屆立法委員、國民大會代表、海基會董事長、台北醫學大學董事。在民進黨內輩份高，曾長期擔任新潮流系總召集人，與邱義仁、吳乃仁、林濁水並稱為新潮流系四大天王，為新潮流的開派元老之一。2016年3月底被新潮流系所屬台灣新社會智庫除去會員資格。現任福華電子董事長、台灣產經建研社理事長、台灣弘久社會關懷協會理事長、台灣觀光旅遊聯盟總會會長。較多關注兩岸事務、國際經貿、外交政策等面向，與民進黨內部主流對於兩岸事務發展的見解不同，主張兩岸經貿與交流進一步開放。
洪奇昌於民進黨內牽成晚輩眾多。多位民進黨政治人物、產官學界都與洪奇昌有淵源。如總統賴清德在成大醫學院就讀時，因聽洪奇昌授課演講決定棄醫從政；前立法委員段宜康曾任洪奇昌服務處主任；台南市市長黃偉哲曾任洪奇昌國會助理；立法委員邱志偉、劉世芳、林宜瑾、黃國書都曾任洪奇昌助理；衛生福利部部長薛瑞元曾任洪奇昌國會辦公室主任；是方電訊董事長吳彥宏曾任洪奇昌秘書；民進黨中國事務部主任林琮盛曾任洪奇昌國會助理。
因其人脈廣布於兩岸三黨與產官學各界，有「綠營募款王」、「綠營人脈王」稱號。而其於各界牽成晚輩眾多，更有「King Maker」（造王者）之稱。

## 家庭
妻子廖碧英，1999年7月曾任民進黨中央黨部副秘書長兼婦女發展部主任、國大代表、勞工保險局總經理。育有一子一女，子洪亦德，女洪亦雲。
1998年3月與其立法委員助理陳懿鏡結婚。
長兄洪茂澤，居美，曾任民進黨第三屆國民大會代表、全美台灣同鄉會會長。

## 學生時期
洪奇昌於台灣大學就讀公衛學碩士時，撰寫論文嬰幼兒的氣質評估（1978），是首次於中文首次將Temperament翻譯為氣質之紀錄。

## 黨外與國大時期
洪奇昌自加拿大學成歸國後，在馬偕醫院擔任精神科主任，並且積極參與黨外社會運動，1984年與邱義仁、吳乃仁、林濁水等人創立黨外編聯會與新潮流雜誌社，為新潮流核心成員，任黨外編聯會組黨工作小組召集人、新潮流雜誌社社長，後來參與1986年9月民主進步黨創黨，成為創黨18人工作小組成員。
洪奇昌於1986年年底代表民進黨以無黨籍的身分參選台北縣國大代表，以全國最高票16萬1,384票當選國大代表，與蘇嘉全、翁金珠、黃昭輝、蔡式淵等十人，成為第一批成功當選國大代表的民進黨人士。
1987年與謝長廷、江蓋世一起於當年6月12日發起戒嚴以來最大規模的遊行，並與反共愛國陣線和警方發生衝突，是六一二事件。
1988年5月20日，時任國大代表的洪奇昌參與由雲林縣農權會發起之遊行，當晚洪奇昌與群眾遭到警方與鎮暴部隊鎮壓驅離，是520農民運動。
520農民運動後，洪奇昌在家中遭到時任台北刑大隊長侯友宜帶二十餘人霹靂小組攻堅，將洪奇昌拘提到案，要求洪奇昌對六一二事件與五二零事件進行說明。

## 立法委員時期
於1989年第一屆增額立委選舉中，洪奇昌於台南市當選、踏入立法院，是首位民進黨籍人士在台南市當選立法委員；1993年轉戰台中市仍順利當選，第三屆立委選舉時首度被列入民進黨不分區立委名單、三度連任，1999年在台北市南區連任成功，第五屆、第六屆回鍋擔任不分區立委，洪奇昌連續六屆未曾敗選。是首位也是目前唯一於北、中、南三地參選皆未曾敗選之民進黨籍立法委員。洪奇昌擔任立法委員時，曾擔任黨團幹事長、黨團總召集人等要職。
不過在改制單一選區兩票制的2008年適逢民進黨陳水扁政府表現不佳、與遭逢十一寇事件之際，民進黨僅被分配到14席不分區；名單排名第15的洪奇昌成為落選頭，三連霸不分區失利，結束長達18年的立委生涯後漸淡出政壇。洪奇昌在陳水扁政府執政後較為低調，並多次在報章與訪問中表示支持臺灣海峽兩岸關係的進一步發展，特別是對兩岸經貿議題抱持審慎樂觀的態度，與陳水扁政府的兩岸政策立場似乎有所不同。

### 與立法院副院長擦身而過
2001年第五屆立法委員選舉中，民進黨一躍成為最大黨。而在翌年立委就職時，民進黨為了拉攏國民黨的本土派王金平，於是在院長選舉中支持王金平，但在副院長人選中推出民進黨的人選，希望王金平以及國民黨可以支持民進黨的副院長人選。
當時民進黨有五人參與黨團初選，分別是：沈富雄、洪奇昌、柯建銘、許榮淑、蔡同榮。當時總統陳水扁屬意洪奇昌參選。結果洪奇昌在初選中以一票之差險勝而出線，成為民進黨的副院長候選人。同時，國民黨在親民黨的支持下，推出江丙坤為副院長的人選。
結果，王金平高票連任立法院院長。江丙坤與洪奇昌競逐副院長職位。第一輪投票江丙坤以111比108票略勝洪奇昌，但未過半，三個小時後進行第二輪投票，江丙坤才以115比106勝出。

### 十一寇事件
洪奇昌於2006年底與民進黨內其餘十名立法委員共同遭到黨內政治鬥爭，超過萬民黨員連署要求時任民進黨主席游錫堃不應提名這十一位立法委員參加2008立法委員選舉，而洪奇昌因其鮮明的兩岸政策論述與其黨內地位，被指為十一寇的寇首，是民進黨創黨以來最嚴重的政治鬥爭事件。
2008年民進黨於大選中失利，因為十一寇事件而遭排至民進黨立法委員不分區第十五順位的洪奇昌成為落選頭，至此洪奇昌逐漸淡出政壇檯面。

## 淡出政壇後

### 台糖售地案
2012年2月29日，台中地方法院作成台糖售地案一審判決，依背信罪將前台灣糖業公司董事長吳乃仁判有期徒刑3年10月、洪奇昌判有期徒刑2年4月。然而名律師宋耀明分析，此判決對吳乃仁與洪奇昌的背信罪認定似乎還有商榷空間，將對公務員產生重大影響。
2014年3月26日，法院再審，判決洪奇昌無罪。

### 維基解密
2011年9月，維基解密披露美國在台協會機密電文，內容顯示新潮流系在陳水扁政府時代瞞著中華民國總統陳水扁、與中華人民共和國政府私下交流，也顯示洪奇昌透露新潮流系早在1997年就與國務院台灣事務辦公室建立秘密對話管道。同月，陳水扁撰文揭發新潮流系的「背叛」行為，並說自己「向來不信任」新潮流系。

### 民進黨應放棄法理台獨
2015年4月12日，洪奇昌說，臺灣不宜再像陳水扁政府時代一樣從四不一沒有走向四要一沒有，應務實面對未來。2015年10月29日，洪奇昌在清華大學法學院演講，更直言臺灣海峽兩岸關係一定要走和平發展的道路，他認為民進黨即使在2016年中華民國總統選舉重返執政也不致於走到法理臺獨，「臺灣共和國可以是我們的理想，但它不是一個可以落實的目標」。
2022年12月31日，洪奇昌表示，民進黨近年來慣於口號式地闡述兩岸議題等嚴肅議題，在香港反送中時拋出的是「今日香港，明日台灣」，俄烏戰爭時也是同樣方式簡化之，如今提出「和平保台」堪稱如出一轍。

### 遭到臺灣新社會智庫除名
2016年3月21日，風傳媒獨家報導，新潮流系不滿洪奇昌近年在兩岸議題上與蘇起互動緊密，為避免讓外界將洪奇昌的主張視為新潮流系意見，台灣新社會智庫近期將正式決定將洪奇昌除名。同日，新潮流系大老利錦祥證實，近年來洪奇昌與台灣新社會智庫運作較為疏離、也甚少參與相關活動，台灣新社會智庫理事會在日前定期檢討會員資格時便決定不再邀請洪奇昌擔任會員，並無媒體報導所謂「除名」或各種揣測原因。同日，洪奇昌接受中央通訊社訪問表示，約上週四、週五，利錦祥告訴他，新潮流系要重組，不再將他留在內部；新潮流系有政治考量，在政治考量下所作的決定就是「政治」，他不希望造成新潮流系的困擾，但大家還是兄弟、還是朋友、不是自家人。同日，前中國國民黨立法委員蔡正元說，洪奇昌既是民進黨創黨黨員、也是新潮流系大老，陳水扁總統任內曾派洪奇昌擔任海峽交流基金會董事長，因此洪奇昌比民進黨其他人更了解中國大陸情勢；但是洪奇昌的柔性立場顯然不合新潮流系當權派的胃口，因此洪奇昌遭新潮流系除名；2016年中華民國總統選舉蔡英文當選總統，新潮流系是支持蔡英文的主幹，新潮流系開除洪奇昌「等於蔡英文開除九二共識」。

### 與中國共產黨接觸
2016年5月28日，《南方快報》披露，2016年3月26日中國人民解放軍總政治部聯絡部副部長辛旗少將證實曾與洪奇昌密談，「包括我們跟他提出用『法政體系』做一個緩衝的餘地，然後再從憲法當中來慢慢解套、為台獨解套。他還是很認真的，他當時也聽進去了。」
2017年5月17日，洪奇昌在《旺報》「就職周年 給小英兩岸『考卷』打分數」論壇研判，2020年是蔡英文尋求總統連任，2021年則是中國共產黨建黨第一個百年，是兩個值得觀察兩岸關係變化的時間點；中共總書記習近平會把解決台灣問題當作一個重要的歷史使命，但會透過和平發展軌道進行，絕對不會輕易走向武力統一台灣；為了習近平的中國夢、以及中華民族偉大復興的共同利益，他呼籲中共，對台灣展現更大耐心、保持更大戰略定力處理兩岸問題。

## 語錄
- 作為一個執政黨的幹部，當然是配合『黨』的政策，配合『黨政』的決策。（2007年7月12日，就任海基會董事長，在海基會董事長就職記者會上的發言。）
- 法理台獨並不是民主進步黨，做為一個負責任、要邁向執政的政黨，所選擇的方向。（2015年4月12日，於童振源【面對：民進黨菁英的兩岸未來】新書發表會，會後受訪的發言。）